# Trentino Volley 2018-2019
Questa voce raccoglie le informazioni riguardanti la Trentino Volley nelle competizioni ufficiali della stagione 2018-2019.

## Organigramma societario
Area direttiva
- Presidente: Diego Mosna
- Segreteria generale: Chiara Candotti
- Amministrazione: Laura Corradini

Area organizzativa
- General manager: Bruno Da Re
- Team manager: Riccardo Michieletto
- Responsabile logistica: Giuseppe Borgono, Matteo Daldoss
- Responsabile palasport: Antonio Brentari

Area tecnica
- Allenatore: Angelo Lorenzetti
- Allenatore in seconda: Francesco Petrella
- Scout man: Mattia Castello
- Assistente allenatore: Dante Boninfante
- Responsabile settore giovanile: Francesco Conci, Riccardo Michieletto

Area comunicazione
- Addetto stampa: Francesco Segala
- Speaker: Gabriele Biancardi
- Fotografo: Marco Trabalza

Area marketing
- Area commerciale: Nicola Leonardi, Marco Oberosler

Area sanitaria
- Medico: Mauro Bortoluzza
- Preparatore atletico: Alessandro Guazzaloca
- Fisioterapista: Alessandro Russo

## Rosa
| N° | Nome                 | Ruolo | Data di nascita  | Nazionalità sportiva |
| -- | -------------------- | ----- | ---------------- | -------------------- |
| 2  | Aaron Russell        | S     | 4 giugno 1993    | Stati Uniti          |
| 3  | Maarten van Garderen | S     | 24 gennaio 1990  | Paesi Bassi          |
| 4  | Gabriele Nelli       | O     | 4 dicembre 1993  | Italia               |
| 5  | Oreste Cavuto        | S     | 5 dicembre 1996  | Italia               |
| 6  | Nicola Daldello      | P     | 6 maggio 1983    | Italia               |
| 7  | Luca Vettori         | S/O   | 26 aprile 1991   | Italia               |
| 8  | Carlo De Angelis     | L     | 10 gennaio 1996  | Italia               |
| 9  | Simone Giannelli     | P     | 9 agosto 1996    | Italia               |
| 10 | Jenia Grebennikov    | L     | 13 agosto 1990   | Francia              |
| 11 | Davide Candellaro    | C     | 7 giugno 1989    | Italia               |
| 15 | Lorenzo Codarin      | C     | 3 settembre 1996 | Italia               |
| 20 | Srećko Lisinac       | C     | 17 maggio 1992   | Serbia               |
| 93 | Uroš Kovačević       | S     | 6 maggio 1993    | Serbia               |

## Risultati

### Superlega

#### Girone di andata
| 1ª giornata - 14 ottobre 2018 PalaTrento, Trento                | Trentino           | 3 - 0 | Emma Villas        | 25-20, 25-20, 25-22               |
| 2ª giornata - 21 ottobre 2018 PalaCoccia, Veroli                | Argos              | 1 - 3 | Trentino           | 22-25, 20-25, 25-22, 19-25        |
| 3ª giornata - 28 ottobre 2018 PalaEvangelisti, Perugia          | Sir Safety Perugia | 3 - 1 | Trentino           | 17-25, 25-18, 26-24, 25-22        |
| 4ª giornata - 1º novembre 2018 PalaTrento, Trento               | Trentino           | 3 - 0 | Callipo            | 25-17, 25-21, 25-23               |
| 5ª giornata - 4 novembre 2018 PalaCivitanova, Civitanova Marche | Lube               | 3 - 2 | Trentino           | 22-25, 25-14, 22-25, 25-20, 15-13 |
| 6ª giornata - 7 novembre 2018 PalaTrento, Trento                | Trentino           | 3 - 0 | Top Volley Latina  | 25-19, 25-20, 25-19               |
| 7ª giornata - 11 novembre 2018 PalaFlorio, Bari                 | New Mater          | 2 - 3 | Trentino           | 25-23, 19-25, 22-25, 25-19, 10-15 |
| 8ª giornata - 18 novembre 2018 PalaTrento, Trento               | Trentino           | 3 - 0 | BluVolley Verona   | 25-16, 25-23, 25-18               |
| 9ª giornata - 24 novembre 2018 Palasport San Lazzaro, Padova    | Padova             | 1 - 3 | Trentino           | 25-18, 21-25, 29-31, 19-25        |
| 10ª giornata - 12 dicembre 2018 PalaTrento, Trento              | Trentino           | 3 - 0 | Powervolley Milano | 25-18, 25-16, 25-23               |
| 11ª giornata - 9 dicembre 2018 PalaDeAndré, Ravenna             | Porto Robur Costa  | 1 - 3 | Trentino           | 21-25, 25-23, 13-25, 21-25        |
| 12ª giornata - 16 dicembre 2018 PalaTrento, Trento              | Trentino           | 3 - 1 | Modena             | 24-26, 25-23, 25-23, 25-20        |
| 13ª giornata - 23 dicembre 2018 Palazzetto dello Sport, Monza   | Milano             | 2 - 3 | Trentino           | 25-22, 20-25, 25-21, 36-38, 8-15  |

#### Girone di ritorno
| 1ª giornata - 26 dicembre 2018 PalaMensSana, Siena                       | Emma Villas        | 1 - 3 | Trentino           | 25-21, 17-25, 17-25, 16-25        |
| 2ª giornata - 29 dicembre 2018 PalaTrento, Trento                        | Trentino           | 3 - 0 | Argos              | 25-19, 25-11, 25-23               |
| 3ª giornata - 5 gennaio 2019 PalaTrento, Trento                          | Trentino           | 3 - 0 | Sir Safety Perugia | 25-23, 25-19, 35-33               |
| 4ª giornata - 13 gennaio 2019 PalaValentia, Vibo Valentia                | Callipo            | 0 - 3 | Trentino           | 23-25, 16-25, 18-25               |
| 5ª giornata - 20 gennaio 2019 PalaTrento, Trento                         | Trentino           | 1 - 3 | Lube               | 20-25, 25-23, 22-25, 20-25        |
| 6ª giornata - 27 gennaio 2019 Palazzetto dello sport, Cisterna di Latina | Top Volley Latina  | 0 - 3 | Trentino           | 18-25, 15-25, 19-25               |
| 7ª giornata - 3 febbraio 2019 PalaTrento, Trento                         | Trentino           | 3 - 0 | New Mater          | 25-18, 25-17, 25-20               |
| 8ª giornata - 18 febbraio 2019 PalaOlimpia, Verona                       | BluVolley Verona   | 3 - 2 | Trentino           | 21-25, 25-21, 21-25, 25-18, 16-14 |
| 9ª giornata - 23 febbraio 2019 PalaTrento, Trento                        | Trentino           | 3 - 0 | Padova             | 25-23, 25-18, 25-16               |
| 10ª giornata - 3 marzo 2019 PalaPiantanida, Busto Arsizio                | Powervolley Milano | 1 - 3 | Trentino           | 25-19, 19-25, 17-25, 23-25        |
| 11ª giornata - 10 marzo 2019 PalaTrento, Trento                          | Trentino           | 3 - 0 | Porto Robur Costa  | 25-23, 25-17, 25-22               |
| 12ª giornata - 17 marzo 2019 PalaPanini, Modena                          | Modena             | 0 - 3 | Trentino           | 19-25, 17-25, 22-25               |
| 13ª giornata - 23 marzo 2019 PalaTrento, Trento                          | Trentino           | 3 - 1 | Milano             | 25-17, 23-25, 25-20, 25-18        |

#### Play-off scudetto
| Quarti di finale (gara 1) - 31 marzo 2019 PalaTrento, Trento            | Trentino | 3 - 0 | Padova   | 25-21, 25-20, 25-23               |
| Quarti di finale (gara 2) - 7 aprile 2019 Palasport San Lazzaro, Padova | Padova   | 3 - 0 | Trentino | 25-22, 26-24, 25-22               |
| Quarti di finale (gara 3) - 13 aprile 2019 PalaTrento, Trento           | Trentino | 3 - 0 | Padova   | 25-18, 25-23, 25-17               |
| Semifinali (gara 1) - 16 aprile 2019 PalaTrento, Trento                 | Trentino | 2 - 3 | Lube     | 25-20, 23-25, 25-19, 26-28, 19-21 |
| Semifinali (gara 2) - 19 aprile 2019 PalaCivitanova, Civitanova Marche  | Lube     | 3 - 1 | Trentino | 16-25, 25-18, 25-23, 25-13        |
| Semifinali (gara 3) - 22 aprile 2019 PalaTrento, Trento                 | Trentino | 3 - 2 | Lube     | 23-25, 25-22, 24-26, 25-23, 16-14 |
| Semifinali (gara 4) - 25 aprile 2019 PalaCivitanova, Civitanova Marche  | Lube     | 3 - 0 | Trentino | 25-21, 25-19, 31-29               |

### Coppa Italia

#### Fase a eliminazione diretta
| Quarti di finale - 23 gennaio 2019 PalaTrento, Trento          | Trentino | 3 - 0 | BluVolley Verona | 25-20, 25-12, 25-21               |
| Semifinali - 9 febbraio 2019 Unipol Arena, Casalecchio di Reno | Trentino | 2 - 3 | Lube             | 20-25, 25-21, 19-25, 25-15, 10-15 |

### Supercoppa italiana

#### Fase a eliminazione diretta
| Semifinali - 6 ottobre 2018 PalaEvangelisti, Perugia | Sir Safety Perugia | 0 - 3 | Trentino | 22-25, 21-25, 24-26              |
| Finale - 7 ottobre 2018 PalaEvangelisti, Perugia     | Modena             | 3 - 2 | Trentino | 25-23, 25-19, 16-25, 18-25, 15-8 |

### Coppa CEV

#### Fase a eliminazione diretta
| Sedicesimi di finale (andata) - 21 novembre 2018 University Sports Hall, Losanna | Losanna UC   | 0 - 3 | Trentino     | 18-25, 14-25, 20-25              |
| Sedicesimi di finale (ritorno) - 6 dicembre 2018 PalaTrento, Trento              | Trentino     | 3 - 0 | Losanna UC   | 25-22, 25-20, 25-17              |
| Ottavi di finale (andata) - 20 dicembre 2018 PalaTrento, Trento                  | Trentino     | 3 - 0 | Unterhaching | 25-16, 25-19, 25-21              |
| Ottavi di finale (ritorno) - 16 gennaio 2019 PalaTrento, Trento                  | Unterhaching | 1 - 3 | Trentino     | 25-20, 20-25, 20-25, 19-25       |
| Quarti di finale (andata) - 30 gennaio 2019 Sporthalle Tellenfeld, Amriswil      | Amriswil     | 0 - 3 | Trentino     | 21-25, 19-25, 20-25              |
| Quarti di finale (ritorno) - 13 febbraio 2019 PalaTrento, Trento                 | Trentino     | 3 - 0 | Amriswil     | 25-22, 25-13, 25-16              |
| Semifinali (andata) - 26 febbraio 2019 Melina Merkourī Hall, Rentis              | Olympiakos   | 0 - 3 | Trentino     | 17-25, 19-25, 24-25              |
| Semifinali (ritorno) - 5 marzo 2019 PalaTrento, Trento                           | Trentino     | 3 - 1 | Olympiakos   | 25-19, 25-19, 17-25, 25-17       |
| Finale (andata) - 19 marzo 2019 PalaTrento, Trento                               | Trentino     | 3 - 0 | Galatasaray  | 25-15, 25-15, 25-20              |
| Finale (ritorno) - 26 marzo 2019 Burhan Felek Spor Salonu, Istanbul              | Galatasaray  | 2 - 3 | Trentino     | 25-22, 25-21, 16-25, 16-25, 5-15 |

### Campionato mondiale per club

#### Fase a gironi
| 1ª giornata - 26 novembre 2018 Hala Podpromie, Rzeszów | Trentino       | 3 - 0 | Khatam Ardakan | 25-19, 25-15, 25-19        |
| 2ª giornata - 28 novembre 2018 Hala Podpromie, Rzeszów | Sada           | 1 - 3 | Trentino       | 25-17, 26-28, 23-25, 25-27 |
| 3ª giornata - 29 novembre 2018 Hala Podpromie, Rzeszów | Asseco Resovia | 0 - 3 | Trentino       | 24-26, 23-25, 20-25        |

#### Fase a eliminazione diretta
| Semifinali - 1º dicembre 2018 Hala Sportowa Częstochowa, Częstochowa | Fakel | 1 - 3 | Trentino | 25-22, 14-25, 16-25, 19-25 |
| Finale - 2 dicembre 2018 Hala Sportowa Częstochowa, Częstochowa      | Lube  | 1 - 3 | Trentino | 20-25, 25-22, 20-25, 18-25 |

## Statistiche

### Statistiche di squadra
| Competizione                 | Punti | In casa | In casa | In casa | In trasferta | In trasferta | In trasferta | Totale | Totale | Totale |
| Competizione                 | Punti | G       | V       | P       | G            | V            | P            | G      | V      | P      |
| ---------------------------- | ----- | ------- | ------- | ------- | ------------ | ------------ | ------------ | ------ | ------ | ------ |
| Superlega                    | 66    | 17      | 15      | 2       | 16           | 10           | 6            | 33     | 25     | 8      |
| Coppa Italia                 | -     | 1       | 1       | 0       | 0            | 0            | 0            | 2      | 1      | 1      |
| Supercoppa italiana          | -     | -       | -       | -       | -            | -            | -            | 2      | 1      | 1      |
| Coppa CEV                    | -     | 5       | 5       | 0       | 5            | 5            | 0            | 10     | 10     | 0      |
| Campionato mondiale per club | 9     | -       | -       | -       | -            | -            | -            | 5      | 5      | 0      |
| Totale                       | -     | 23      | 21      | 2       | 21           | 15           | 6            | 52     | 42     | 10     |

G = partite giocate; V = partite vinte; P = partite perse